# Alcolea de las Peñas
Alcolea de las Peñas es un municipio y localidad española de la provincia de Guadalajara, en la comunidad autónoma de Castilla-La Mancha. El término municipal tiene una población de 14 habitantes (INE 2024).

## Historia
Una de las 131 aldeas que conformaban el territorio asignado a la  comunidad de villa y tierra de Atienza conforme al Fuero recibido en 1149 de manos del rey de Castilla Alfonso VII.
A mediados del siglo XIX, el lugar contaba con una población censada de 180 habitantes. La localidad aparece descrita en el primer volumen del Diccionario geográfico-estadístico-histórico de España y sus posesiones de Ultramar de Pascual Madoz de la siguiente manera:

ALCOLEA DE LAS PEÑAS: v. con ayunt. de la prov.de Guadalajara (12 leg.), part. jud. de Atienza (1 1/4), adm. de rent. y dióc. de Sigüenza (4), aud. terr. y c. g. de Madrid (20): sit. en una meseta de peña arenosa, en la cord. de peñascos de la misma calidad al N. de Sigüenza, que se prolonga de O. á E. hallándose la pobl. mirando al mediodia: su clima es poco sano y propenso á intermitentes, reumas y dolores de costado, efecto no solo de la humedad del suelo, sino mas bien segun se cree, de las diversas temperaturas que producen las aguas pantanosas de la laguna de Paredes, dist. una leg., y de la calidad del terreno yesoso y salitroso en un rádio de 3 leg., de cuyas afecciones adolecen todos los pueblos de la comarca; no obstante la diferencia de su sit. la dominan todos los vientos, pero mas defendida de los otros, el S. es el que de lleno la sacude. La forman 43 casas de poca altura, mala fáb. y escasas comodidades: hay casa consistorial, pósito, escuela de instruccion primaria desempeñada por el secretario del ayunt. que tambien es sacristan y percibe por los tres conceptos 1,700 rs. en metálico y granos, y concurren á ella de 40 á 50 niños de ambos séxos: 2 fuentes escasas de agua, pero de buena calidad: igl. parr. dedicada á San Martin Ob., pequeña y notable por la mucha solidez de sus paredes, arco y barandilla del coro, todo de piedra; pero ninguna cosa mas digna de atencion que la cárcel sit. en la estremidad ESE. del pueblo; es un formidable peñasco que tradicionalmente se llama la Peña del Castillo, en el cual están abiertas á pico dos estancias de figura irregular; una inferior llamada el Calabozo, al que se baja con gran dificultad, y la otra con el solo nombre de Cárcel; ambos locales presentan el aspecto de una horrible mazmorra. Son muy comunes en las inmediaciones del pueblo estas escavaciones en las peñas, hallándose algunas en forma de cisterna, y otras á manera de embovedados: pero en cambio ostenta alli la naturaleza una vegetación admirable en árboles y plantas, que hacen una vista deliciosa y pintoresca por el contraste de las peñas y sinuosidades donde han nacido con poco ó ningun artificio de parte del hombre. Confina su térm. por N. con los de Barcones y Madrigal; E. con los de Paredes y Tordelrrábano; S. con el de Cercadillo, y O. con el de Cinco Villas, todos á una dist. de 1/2 á 1 leg.: comprende 1,840 fan. de las cuales se cultivan 600, y las demas permanecen eriales para servir de pastos ó por su esterilidad: dentro y al lado E. del mismo existe el desp. de Morenglos, cuyo térm. se ha agregado al de que vamos hablando: solo se conservan algunos escombros, y las ruinas de su igl. que fué aneja á la de Tordelrrábano dist. 1/4 leg., llamando la atencion el caracol de su torre que parece es obra de algún mérito; á su alrededor se advierten las mismas escavaciones que hemos notado anteriormente. Baña el térm. por esta misma parte un arroyo sin nombre, de aguas perennes, que corre de O. á S., se incorpora con el llamado de Valdefuentes que nace en el sitio del mismo nombre dentro del térm., y unidos marchan en dirección al S. á aumentar las aguas del Henares: hay tambien un monte de roble y carrasca al S., regularmente poblado y de poca estension, y varios manantiales escasos de aguas de diferentes cualidades. El terreno, aunque húmedo es de secano, escelente para granos, en una tercera parte, lo demas es áspero y de inferior calidad; se riegan sin embargo 6 fan. de huerta para hortaliza: le cruzan dos caminos generales, el uno de herradura al S. y de ruedas el otro al N. dejan en medio á la pobl. y ambos traen el rumbo desde Pamplona á Madrid. La correspondencia se recibe en la estafeta de Alienza los domingos, miércoles y viérnes, y se contesta al siguiente dia: prod.: la principal cosecha es la de trigo de escelente calidad y en tal cual abundancia; también se da el centeno y cebada, algunas legumbres secas, patatas y hortalizas; poco ganado vacuno y lanar, y mucha caza menor. Se han descubierto minas de plata á 2 y 3 leg., que segun las indicaciones se estienden hasta la v.: ind.: un molino harinero: comercio: la recria de muletas. pobl.: 43 vec., 180 alm. cap. prod.: 1.073,210 rs.: imp.: 57,321. contr. 3,148 rs. 15 mrs. Este pueblo estuvo sujeto á la jurisd. de la inmediata v. de Paredes, hasta el año 1817, en que se le concedió el título de villazgo, por cuya razon es tambien conocido con el sobrenombre de Alcolea de Paredes.
(Madoz, 1845, p. 454)

## Demografía
Alcolea de las Peñas cuenta con una población de 14 habitantes (INE 2024).
| Gráfica de evolución demográfica de Alcolea de las Peñas entre 1842 y 2021                                          |
| |
| Población de derecho según los censos de población del INE Población de hecho según los censos de población del INE |

| 1991 |  | 1996 |  | 2001 |  | 2004 |  | 2008 |  | 2013 |  | 2015 |
| ---- |  | ---- |  | ---- |  | ---- |  | ---- |  | ---- |  | ---- |
| 43   |  | 33   |  | 28   |  | 24   |  | 15   |  | 12   |  | 13   |

## Patrimonio

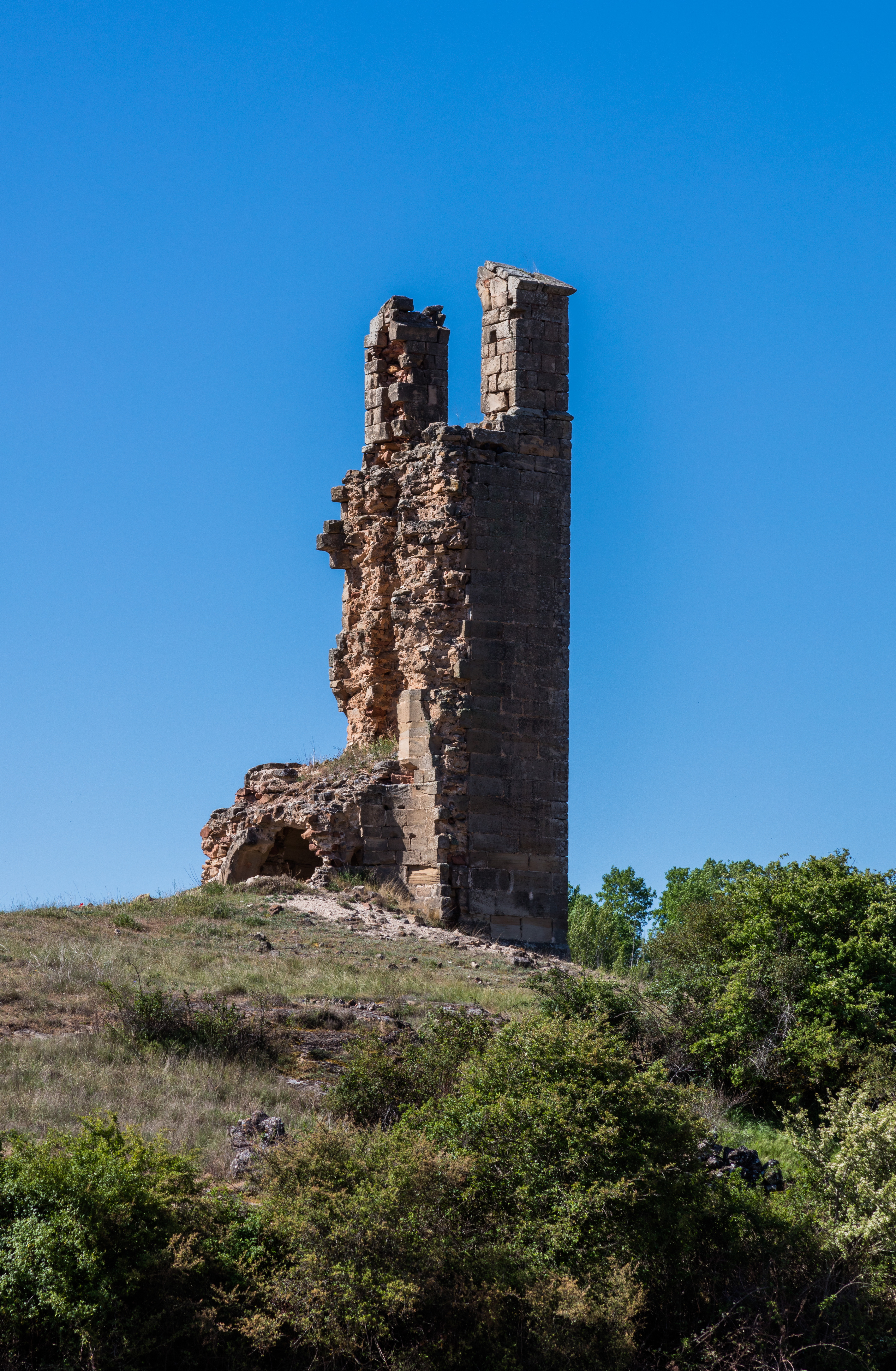
Antiguo templo románico de Morenglos

- Iglesia de San Martín Obispo,[2] románico-rural.
- Restos de la iglesia románica y cuevas del despoblado de Morenglos.